# Jack Stewart-Clark
Jack Stewart-Clark, 3. baronet (ur. 17 września 1929 w Dalmeny) – brytyjski polityk i przedsiębiorca, poseł do Parlamentu Europejskiego I, II, III i IV kadencji, właściciel zamku Dundas Castle.

## Życiorys
Kształcił się w Eton, następnie studiował w Balliol College w Oksfordzie. Pracował w rodzinnym przedsiębiorstwie J. & P. Coats, następnie w Philipsie, był dyrektorem zarządzającym kontrolowanych przez ten koncern przedsiębiorstw Philips Electrical oraz Pye. Działacz Partii Konserwatywnej. W latach 1979–1999 przez cztery kadencje sprawował mandat posła do Parlamentu Europejskiego, w latach 1992–1997 jako jego wiceprzewodniczący.